# Loose Blues
Loose Blues est un album du pianiste Bill Evans enregistré et publié en 1962.

## Historique
Les titres qui composent cet album ont été enregistrés au Nola Penthouse Sound Studio à New York en 1962 (21-22 août). Le producteur était Orrin Keepnews. Ces titres n'avaient pas été publiés à l'époque (cf. À propos de l'album ).
L'histoire éditoriale de l'album est assez complexe :
- 1975. Publication de la prise 3 du morceau  Loose Bloose dans le double lp Peace Piece and Other Pieces (Milestone, M-407024). À l'époque, les bandes des autres morceaux de la session étaient considérées comme perdues.
- 1982. Editions de tous les titres, sur le 2e disque de double lp The Interplays Sessions (Milestone, M-47066). Le premier des deux lp contenait les titres de l'album de 1962 Interplay.
- 1992. Editions des seuls titres de la session de sous le titre Loose Blues (Milestone, MCD 9200-2).
- 2000. Même édition mais sous le label Fantasy.
- 2007. Edition d'un cd unique réunissant les titres des deux albums, sous le titre The Interplays Sessions sous le label Universal Music Division Classics Jazz.

## Titres de l’album
Toutes les compositions sont signées Bill Evans :
| No | Titre                                   | Durée |
| -- | --------------------------------------- | ----- |
| 1. | Loose Bloose (montage des prises 2 & 4) | 7:05  |
| 2. | Loose Bloose (prise 3)                  | 5:32  |
| 3. | Time Remembered                         | 6:01  |
| 4. | Funkallero                              | 6:11  |
| 5. | My Bells                                | 5:23  |
| 6. | There Came You                          | 5:50  |
| 7. | Fudgesickle Built for Four              | 4:29  |
| 8. | Fun Ride                                | 5:15  |

## Personnel
- Bill Evans : piano
- Zoot Sims : saxophone ténor
- Jim Hall : guitare
- Ron Carter : contrebasse
- Philly Joe Jones : batterie

## À propos de l'album
Cet album est un des deux seuls albums du pianiste composé uniquement de compositions personnelles. L'autre est The Bill Evans Album.
Été 1962, Bill Evans, qui connaissait des « problèmes personnels » , avait besoin d'argent. Il demanda à Orrin Keepnews, son producteur pour Riverside Records aussi un ami fidèle, de lui organiser des séances d'enregistrement en urgence. Keepnews organisa donc les séances en quintet pour le disque Interplay. 
Quelques, semaines plus tard, une fois de plus à la recherche d'argent frais, Evans voulut faire éditer sous forme de partitions certaines de ses compositions. Selon Keepnews, l'éditeur lui aurait demandé comme conditions sine qua non que ces compositions soient auparavant enregistrées. Bill Evans demanda alors à Orrin Keepnews d'organiser de nouvelles séances d'enregistrement. Selon tous les témoignages, l'enregistrement de ces séances (4 fois 3 heures) fut difficile ; à titre d'exemple, il fallut 25 prises pour arriver à une version « publiable » de My Bells. Le répertoire était difficile et Evans n'était pas le seul à avoir des « problèmes personnels ».
À partir de ce point, les témoignages divergent :
- Selon Orrin Keepnews[4],[5], le disque était finalisé mais était dans la « file d'attente » pour être publié : il ne fallait pas saturer le marché d'albums de ou avec Evans[6]. Pendant cette période d'attente, Evans signa un contrat d'exclusivité pour Verve Records et, plus grave, Riverside Records déposa le bilan.
- Selon Warren Bernhardt, ami du pianiste et pianiste lui-même, Evans se serait opposé à la publication de ces pistes qu'il jugeait « d'une qualité insuffisante » (BE à WB : « God, I hope they never release those tapes after I die »)

Riverside Records ayant fait faillite, les bandes passèrent dans les coffres de Prestige Records, Fantasy Records et Milestone. Elles furent considérées un temps comme perdues. Seule une prise de Loose Blues semblait avoir « survécu ».
Heureusement, les bandes furent « retrouvées » et éditées en 1982.

## Répertoire
- Loose Bloose est un blues en mi bémol mineur. Il est construit sur le même principe que le blues en fa mineur Interplay enregistré quelques semaines auparavant pour l'album Interplay (dans les deux cas, l'accompagnement du thème est une série de noires jouées en dixièmes par la guitare et la contrebasse).
- Time Remembered est une ballade à la couleur très « impressionniste ».
- Funkallero est un morceau de 16 mesures en do mineur à coloration assez « bluesy » écrit par Evans dans les années 50. On notera que la phrase de la troisième mesure est vraisemblablement un clin d'œil à Dahood, une composition de Clifford Brown. La suite harmonique et le thème ne sont pas non plus sans rappeler Un poco loco de Bud Powell.
- My Bells est un thème en si majeur (tonalité rarissime en jazz) où l'on sent, une fois encore, l'influence des compositeurs  « impressionnistes » sur Evans. La version donnée ici, sur tempo medium et sur un rythme « latin », n'est pas vraiment convaincante. Evans en donnera une bien meilleure interprétation en la jouant sur tempo lent sur l'album Bill Evans Trio with Symphony Orchestra.
- There Came You est une ballade à la grille harmonique assez complexe. La structure de ce thème de 35 mesures est assez atypique. Le morceau est dédié à Ellaine,  la compagne d'Evans des années 60 et au début des années 70.
- Fudgesickle Built for Four est une fugue en do mineur. Selon Keepnews, le titre est un jeu de mots sur  « 'Fugue », « Bicycle built for two » (en français, un tandem) et « Fudgesickle » (original Fudgesicle pop, un « bâtonnet de glace » au parfum chocolat). Le jeu de mots est peut-être beaucoup plus « trash » : en argot urbain américain, fudgesickle signifie a blowjob after anal penetration [sic].
- Fun Ride est un thème très chromatique de 58 mesures (faisant suite à une intro de 4 mesures). La grille harmonique est particulièrement complexe. Il est joué sur tempo rapide (environ 240 à la noire). Improviser sur un tel morceau est un véritable défi.